# Armand de Monchy d'Hocquincourt
Pour les articles homonymes, voir Monchy et Hocquincourt.
Armand de Monchy d'Hocquincourt  (né à Roye vers 1638, mort à Paris le 29 octobre 1679) est un ecclésiastique qui fut évêque-comte de Verdun de 1665 à 1679.

## Biographie
Armand de Monchy est le 2e fils du maréchal de France Charles de Monchy d'Hocquincourt et d'Éléonore d'Etampes. Destiné à l'Église il fait ses études à Paris et devient docteur de la Sorbonne. Il est pourvu en commende de l'abbaye de Bohéries, l'abbaye Saint-Vincent de Laon et de l'abbaye Saint-Vanne de Verdun en 1661. 
Le siège épiscopal de Verdun est vacant depuis la résignation de François de Lorraine-Chaligny le 11 juillet 1661. Armand de Monchy est désigné comme évêque-comte le 24 juillet 1665 par le biais d'un induit pontifical personnel, accordé par le pape Alexandre VII au roi Louis XIV de France qui sera étendu à ses successeurs par Clément IX. Il n'est toutefois confirmé que le 27 février 1668 et consacré le 6 mai suivant par archevêque d'Auch. Le parlement de Metz enregistre le 29 novembre 1668 son serment au Roi du 14 mai précédent mais il n'est reçu comme conseiller d'honneur auprès du Parlement que lors d'une session solennelle du 30 décembre 1677.
L'évêque meurt deux ans plus tard à l'âge de 42 ans le 29 octobre 1679.